# Jean Masson (homme politique)
 (décembre 2024).
Pour les articles homonymes, voir Jean Masson.
Jean Masson est un homme politique français, né le 8 septembre 1907 à Bayon (Meurthe-et-Moselle) et mort le 10 août 1964 à Calvi (Corse),.

## Biographie
Aviateur en 1939, il termine la guerre dans les FFI. Avocat, il devient bâtonnier de la Haute-Marne à la Libération.
Député-maire de Chaumont, il appartient à différents gouvernements de la IVe République.

### Fonctions gouvernementales
- Secrétaire d’État chargé de l’enseignement technique, de la jeunesse et des sports du gouvernement Edgar Faure (1) (du 20 janvier au 8 mars 1952)
- Secrétaire d’État chargé de l’enseignement technique, de la jeunesse et des sports du gouvernement Antoine Pinay (du 14 mars 1952 au 8 janvier 1953)
- Secrétaire d’État chargé de l’enseignement technique, de la jeunesse et des sports du gouvernement René Mayer (du 10 janvier au 28 juin 1953)
- Secrétaire d’État à la Présidence du Conseil et à la fonction publique du gouvernement Pierre Mendès France (du 30 juin au 3 septembre 1953, puis par intérim jusqu’au 12 novembre 1954)
- Ministre des anciens combattants et des victimes de guerre du gouvernement Pierre Mendès France (du 3 septembre 1954 au 23 février 1955)
- Secrétaire d’État aux affaires économiques du gouvernement Guy Mollet (du 1er février 1956 au 13 juin 1957)

### Autres fonctions exécutives
- Élu à la Seconde Assemblée nationale constituante, en 1946, comme député radical de la Haute-Marne, il siège à l’Assemblée nationale jusqu’en 1958[1] ;
- Maire de Chaumont de 1945 à 1958.

## Décorations
- Officier de la Légion d'honneur
- Croix de guerre 1939–1945
- Commandeur de l'ordre du Mérite combattant, ex officio en tant que ministre des Anciens combattants et victimes de guerre (1954)[3]
- Médaille d'honneur de l'éducation physique et des sports, échelon or (1953)[4]

## Œuvre
- Le Duel et la loi pénale, Paris, Berger-Levrault Éditeurs, 1930.
- Une politique de rénovation agricole, Jean Masson (1907-1964) et Parti radical de France. Congrès,  Édition : Chaumont : Impr. de l'Est , (1956)